# Kukur
Kukur är en kommun i Albanien. Den ligger i prefekturen Qarku i Elbasanit, i den centrala delen av landet, 70 km sydost om huvudstaden Tirana.
Omgivningarna runt Kukur är en mosaik av jordbruksmark och naturlig växtlighet. Runt Kukur är det ganska tätbefolkat, med 75 invånare per kvadratkilometer.